# Software Freedom Day

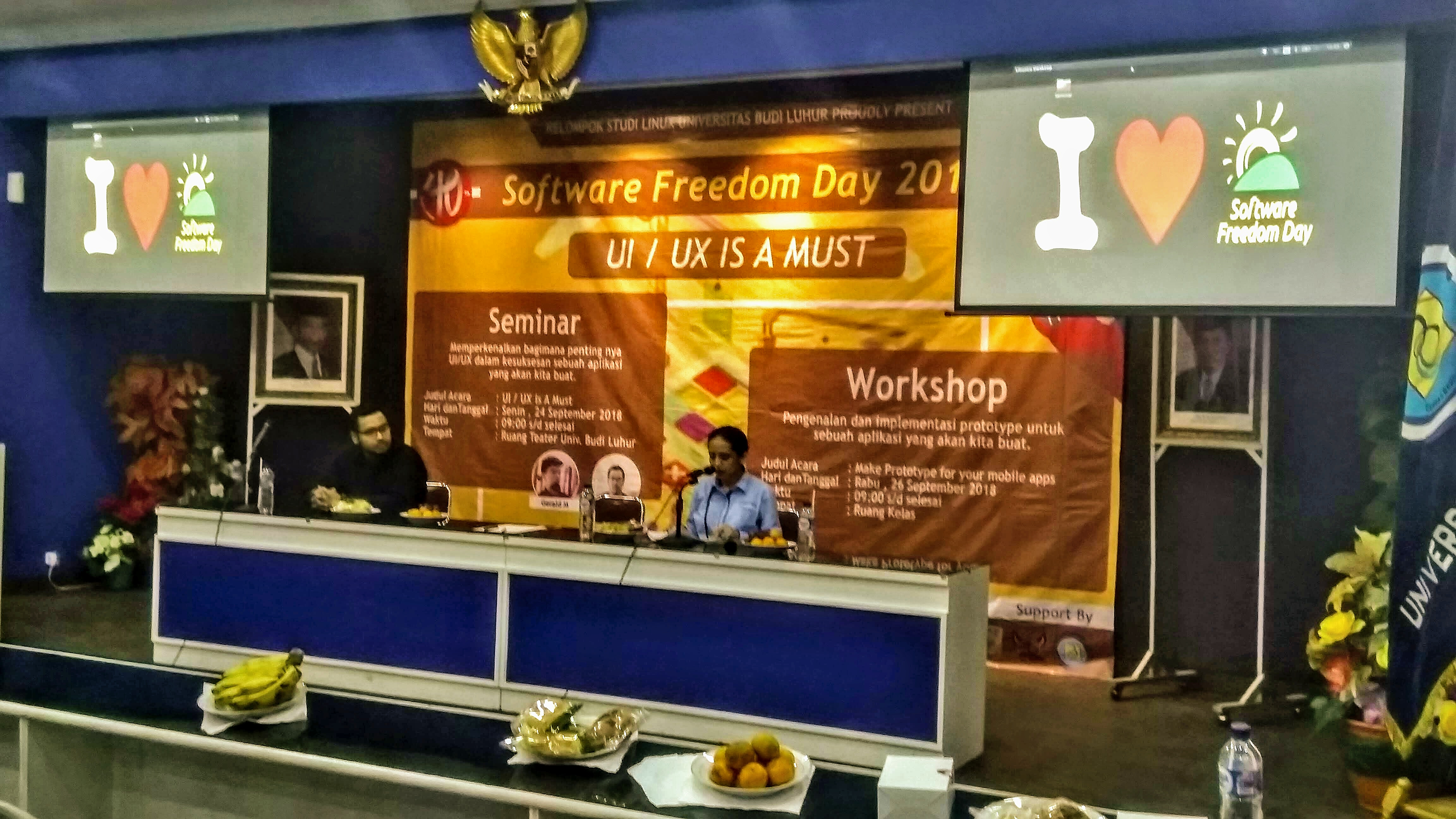
Software Freedom Day

Software Freedom Day är en dag för främjandet av fri programvara. Den infaller år 2009 den 19 september  och syftar till att lokalt förankra och främja fri programvara och öppen källkod.
Lokalorganisationer kan anmäla sig för att under denna dag anordna aktiviteter av olika slag.

## Vanliga aktiviteter
Sammanslutningarna består ofta av 3-5 personer. Aktiviteter innefattar affischering på stan, demonstration av fri programvara eller anordning av:
- Föreläsningar
- CD-utdelning
- Install-fester
- Ballong-utdelning
- Gatuaktioner

## Anmälan
Varje lokal organisation måste ha en representant som står för evenemanget. Denne är också ansvarig för eventuellt bistånd från sponsorerna till Dagen för fri programvara. Anmälan görs på registrationssidan. Om teamet anmäler sig senast 31 juli får det också beställa ett fritt (men motiverat) antal T-shirts, ballonger och klistermärken för att dela ut eller affischera med.

## Anslutna Svenska initiativ
- Software Freedom Day 2009
- Östersund 2009
- Stockholm 2009
- Helsingborg 2007
- Eslöv 2007
- Göteborg 2007
- Hudiksvall 2007

- Linköping 2006